# Adolf Dahm-Petersen
Adolf Dahm-Petersen (* 2. Januar 1856 in Kristiania; † 29. Januar 1922 in Los Angeles) war ein norwegischer Hochschullehrer, Sänger und Gesanglehrer.

## Leben

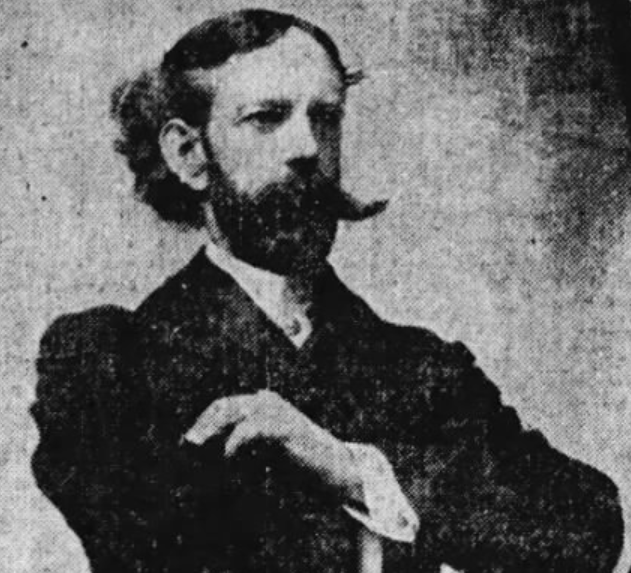
Porträt von Adolf Dahm-Petersen aus den Birmingham News, 27. August 1904

Adolf Dahm-Petersen, Sohn von Johan Frode Petersen (1819–1913) und Helena Thalia Petersen geb. Dahm (1828–1862), besuchte das Gymnasium und die norwegische Militärakademie. Dahm-Petersen studierte in Aachen und in Karlsruhe. In Karlsruhe wurde er Mitglied der Burschenschaft Germania (heute Teutonia). Danach studierte er Klavier bei Hanna Bergwitz-Goffeng und Johan Svendsen sowie Gesang mit Emilio Belari.
Am 11. September 1891 heiratete er Susie Kreuder.
Dahm-Petersens erstes Konzert fand 1894 in der Carnegie Hall statt. Es folgten weitere Konzerte in USA, Norwegen und Dänemark. Er trat ebenfalls als Solist auf, unter anderem für die Oratorio Society of New York, Sousa’s Band und der Damrosch Opera Company im Madison Square Garden.
Dahm-Petersen war Direktor mehrerer Gesangsvereinigungen und Gesanglehrer an der Cornell University und am Ithaca Conservatory of Music. Zu seinem Repertoire gehörten mehr als tausend Lieder und zu seinen Schülern zählt unter anderem Oliver Hardy.